# Institut supérieur du travail
Pour les articles homonymes, voir IST.
L'Institut supérieur du travail (IST) est un centre privé français de recherche, de formation et d'expertise sur les relations sociales et syndicales qui a son siège à Paris.

## Histoire
L'institut a été fondé en 1969 par Claude Harmel, ancien journaliste collaborationniste et est condamné à de la prison à la libération pour cela, il restera ensuite militant anticommuniste.
Il est créé sous l'égide de l'Institut d'histoire sociale (IHS), de la Faculté libre de droit, d'économie et de gestion (FACO), en partenariat avec le Groupement des industries métallurgiques de la région parisienne (GIM). 
L'idée qui préside à la création de l'Institut est d'aller vers une forme de professionnalisation des formations bénévoles qu'exerce déjà Harmel auprès d'entreprises qu'il connait, concernant l'histoire du syndicalisme, de ses méthodes et de l'usage que les syndicats font des droits qui leur ont été accordés (à la suite de la reconnaissance des sections syndicales dans les entreprises après mai 1968). 
Claude Harmel s'appuie notamment sur son ami Georges Lefranc, également ancien collaborateur et spécialiste de l'histoire du syndicalisme. Cette professionnalisation, bénéficiant plus tard de la loi sur la formation professionnelle du 16 juillet 1971, permet à l'IST de renflouer les caisses de l'IHS.
L'institut est donc voué à la formation des cadres et ingénieurs en entreprise sur la formation sociale et la lutte antisyndicale, tout en alimentant les caisses patronales. Il verra notamment dans ses murs des anciens militants d'extrême-droite comme Alain Madelin, Xavier Raufer (qui en sera le secrétaire général en 1973), Hervé Novelli… La plupart des grandes entreprises françaises y envoient leurs cadres,.
L'Institut supérieur du travail est dirigé par Bernard Vivier,, qui fut pendant son service militaire candidat suppléant apparenté Front national à l'élection législative de 1978 dans le Puy-de-Dôme, où il a obtenu un financement de Jean-Marie Le Pen et a publié à cette occasion une tribune dans Le Monde, affirmant vouloir « défendre l'armée ». Il rejoint l’Institut supérieur du travail en 1984.
Il est comme ses prédécesseurs professeur à la FACO, dont il a été le vice-président à partir de 2002 et qu'il présidera à partir de janvier 2016. Par ailleurs, il a été dans les années 1980, selon sa biographie sur son site personnel, un militant du petit syndicat national des journalistes CFTC, non représentatif dans cette profession. Il en a été secrétaire général (1987-1991), puis président (1991-2000). Il a été membre du Conseil économique, social et environnemental de 2015 à 2021 au titre de la CFTC.
En 2019, son nom est cité dans une enquête d'Aurelie Garnier et Christophe-Cécil Garnier pour StreetPress affirmant que des anciens membres et salariés l'accusent d'avoir détourné environ un million d’euros de l’université au profit d’une autre structure qu'il préside, proche de l'IST, via la taxe d’apprentissage, entre 1992 et 2010.

## Positionnement
L'IST se définit comme étant « au carrefour des entreprises, des organisations syndicales et patronales et des acteurs de la vie sociale ».
L'IST est proche du grand patronat. L'Humanité le considère comme « une officine du patronat ».